# Frozen (musical)

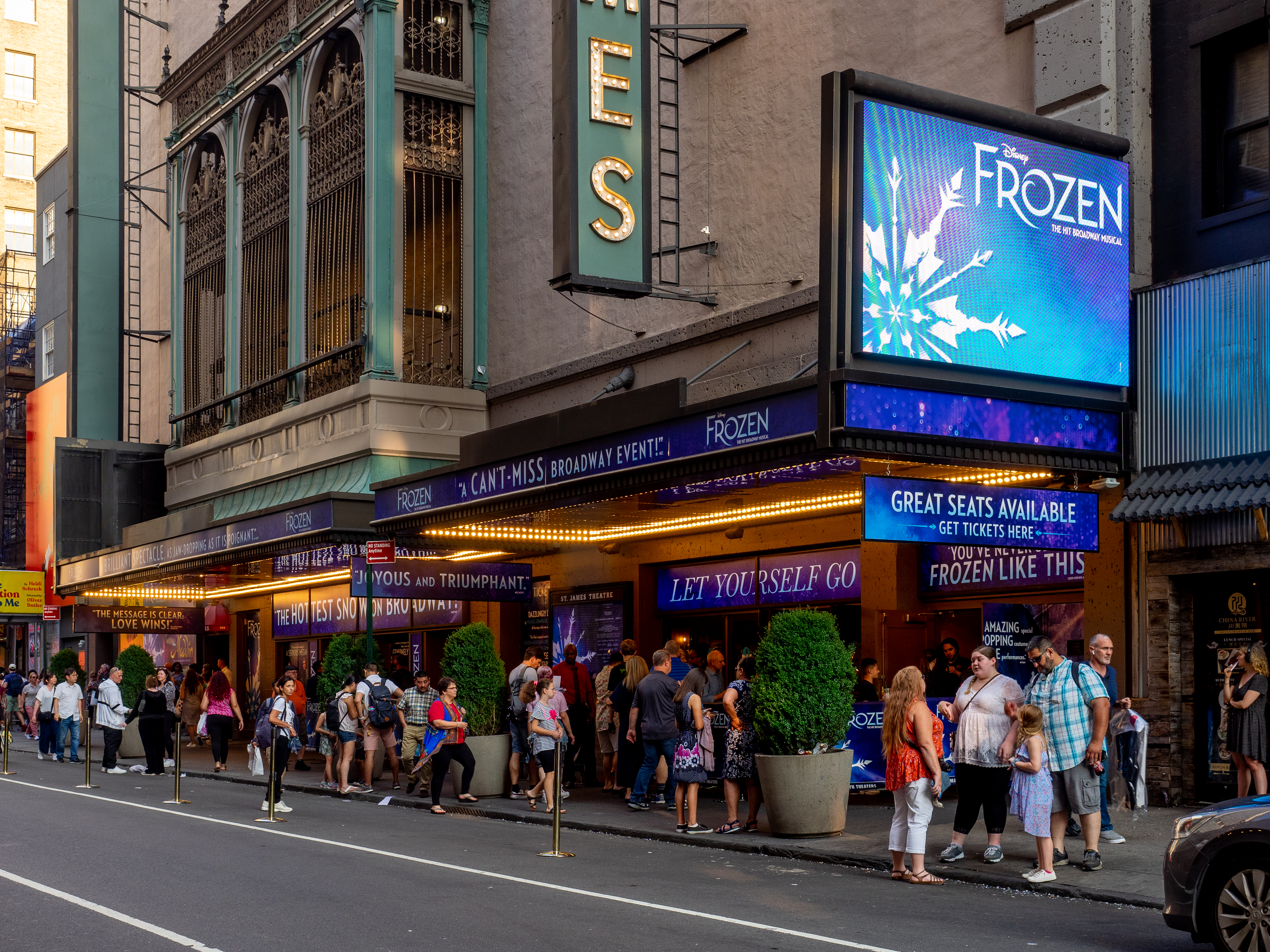
"Frozen - O Musical" em exposição no St. James Theatre

Frozen - O Musical (Original: Frozen - The Musical) é um musical baseado no filme da Disney, Frozen (2013). Kristen Anderson-Lopez e Robert Lopez compuseram a música e escreveram a letra. O musical estreou em Denver em 17 de agosto de 2017, a primeira transmissão na Broadway ocorreu em 22 de março de 2018 no St. James Theatre e foi apresentado em 11 de março de 2020 devido ao Covid-19.